# Bendis

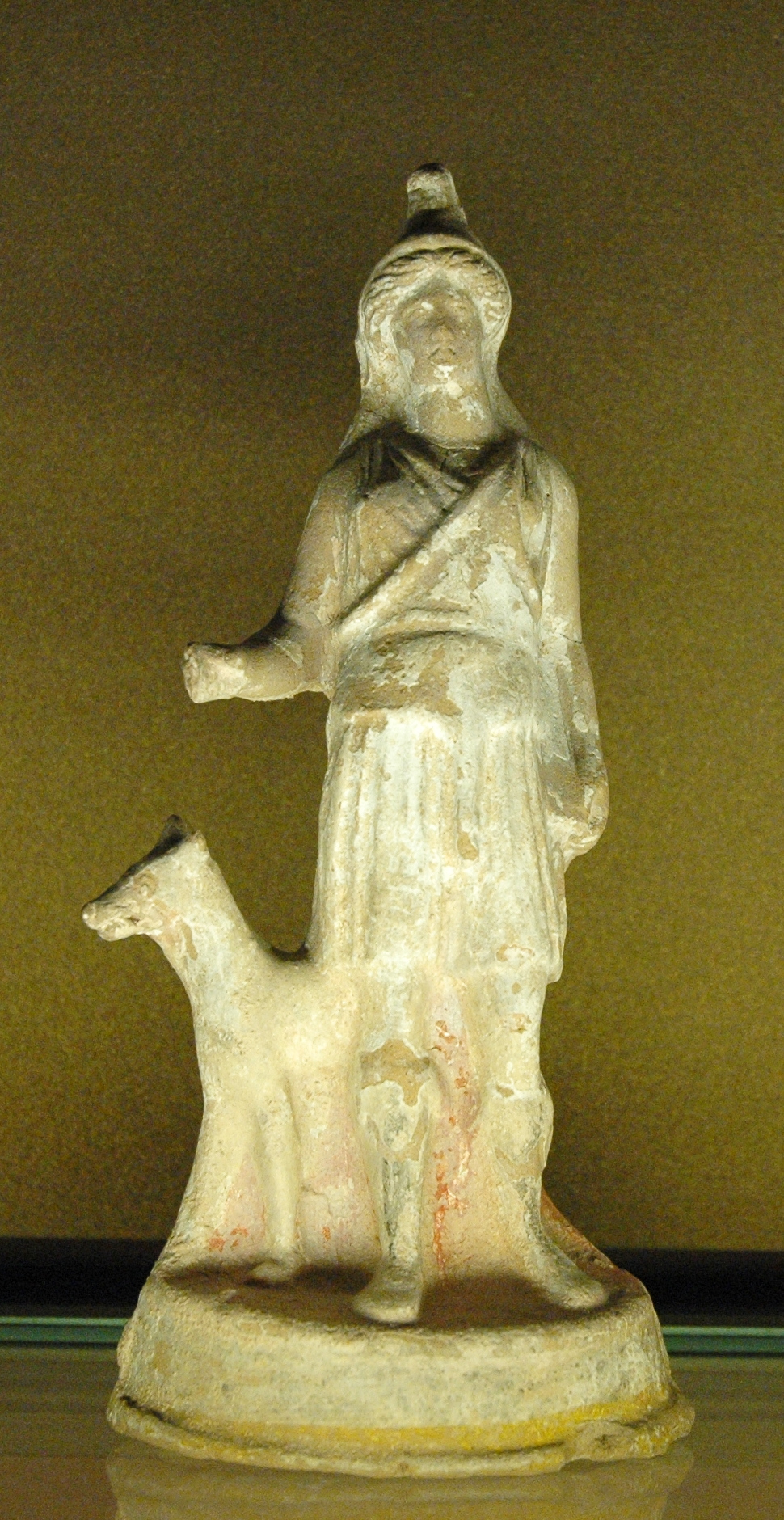
Artemis/Bendis, ca. 350 v. Chr. (Louvre)

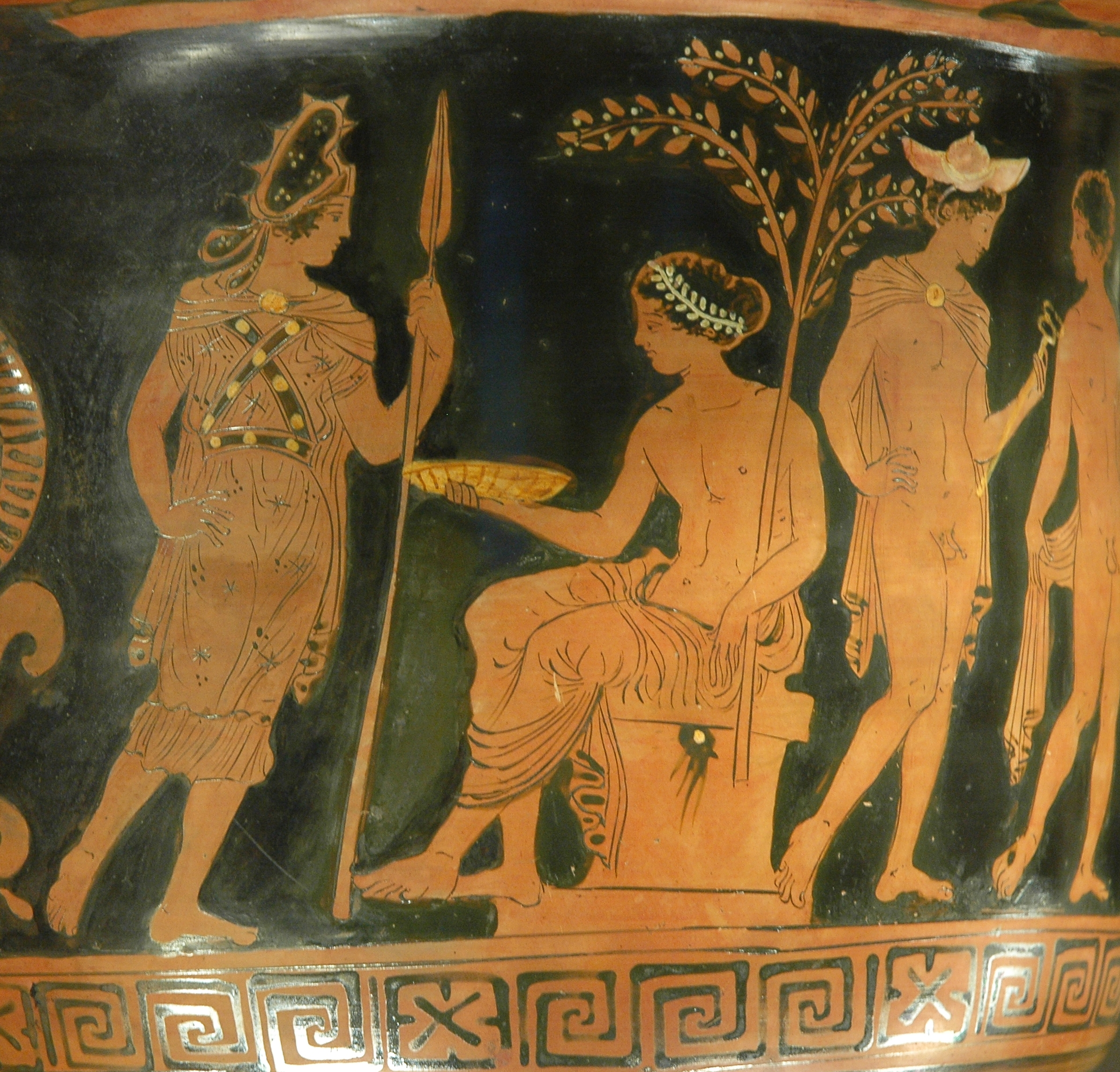
Bendis (stehend) mit Apollon (sitzend), ca. 380–370 v. Chr.

Bendis ist die thrakische Göttin der Jagd.

## Griechenland
Die thrakische Jägerin wird inschriftlich immer wieder als Artemis mit der Epiklese Bendis oder in der lateinischen Form als Diana mit gleichem Beinamen bezeichnet.
Ihr Bild erschien erstmals in archaischer Zeit im attischen Kulturraum. Zu Zeiten Platons (ca. 430 v. Chr.) gab es in Athen ein offizielles Fest, die Bendideia, das – wie durch Strabon überliefert – einmal jährlich stattfand, und zwar im Monat Thargelion. In einem nächtlichen Fackellauf, manchmal auch zu Pferde, näherte man sich dem Heiligtum der Göttin, dem Bendideion in Piräus (Plato, Republik 327a, 328a). Dieser Fackellauf ist auf einem Relief im Britischen Museum dargestellt. Cecil Smith nahm an, dass er von dem etwa 50 km entfernten Laurion nach Piräus führte. Der Tempel in Piräus wird unter anderem von Xenophon erwähnt (Xenophon, Hell. 2, 4, 11). Nach Thukydides wurde der fremden Göttin Bendis aus dem barbarischen Norden – als Dank für die Allianz der Thraker mit den Athenern während des Peloponnesischen Krieges – für kurze Zeit Gastrecht in Athen eingeräumt.
In Attika gab es einen Tempel der Bendis in Salamis und ihr Kult ist auch in Laurion nachgewiesen, wo eine Bendis-Statue entdeckt wurde. Ihr Kult gelangte weiterhin an viele Orte des griechischen Kulturkreises, wie die Kykladen, Kleinasien, Zypern, Ägypten und Unteritalien. Sie erreichte im Rahmen der Expansionspolitik Athens in spätklassischer Zeit auch Nordgriechenland, ihre Heimat. Hier konzentrieren sich die Hinweise auf die Präsenz und den Kult der Bendis auf die seit der Archaik von Griechen besiedelten Städte entlang der Küste, wo ihr Kult von den griechischen Bewohnern angenommen und teilweise in den privaten Lebensalltag integriert bzw. in Einzelfällen auch in den offiziellen Kult der Polis aufgenommen wurde. Die Göttin büßte zum Ende des 4. Jahrhunderts v. Chr. ihre enorme Popularität ein, ihr Kult kam weitgehend zum Erliegen.

## Römische Zeit
Erst mit Beginn der mittleren Kaiserzeit, das heißt seit dem 2. Jahrhundert n. Chr., wurden erneut Weihereliefs mit dem Abbild einer Jägerin hergestellt. Anhand vereinzelter Weihinschriften weiß man, dass hier Bendis dargestellt ist, die in Nordgriechenland mit Artemis/Diana gleichgesetzt wurde. Sie erscheint hier nicht mehr als Göttin einer ethnischen Minderheit, wie im klassischen Athen, sondern wurde gleichwertig von allen Bevölkerungsgruppen der nunmehr römischen Provinz Thracia und Macedonia verehrt.